# Center for Security Policy

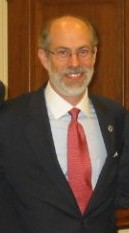
Frank Gaffney, fundador do CSP.

O Center for Security Policy (CSP) é um think tank de Washington, D.C. dedicado a questões de segurança nacional. Foi fundado em 1988 pelo jornalista Frank Gaffney. O CSP defende políticas baseadas em uma filosofia de "paz através da força", o que "não é um slogan para o poderio militar, mas a crença de que o poder nacional dos Estados Unidos deve ser preservado e usado corretamente pois tem um papel global singular na manutenção da paz e da estabilidade."
O CSP é uma organização sem fins lucrativos e descreve-se como não partidária.